# 永瀨未萌
永瀨未萌（日语：永瀬みなも，1998年2月12日—），日本的AV女優、前偶像，靜岡縣出身。目前為「PRESTIGE」專屬女優，所屬於事務所。

## 人物
- 興趣是追星，特技是不管在哪裡都可以睡著[1]。

- 2018年9月29日，在「MGS」動畫平台（MGStage）以首次亮相[3]。

- 2018年10月7日，在網路電視「AbemaTV」的節目《給與明細》中透露自己AV出道作拍攝兩天的酬勞為300萬日圓（折合約新台幣81萬3000元）[4][5][6]。

- 16歲時曾以田邊飛鳥名義擔任靜岡地區偶像團體的一員[7]，大約有一到兩年的時間。之後開始挑戰寫真偶像，也曾考慮過要成為歌手或者演員[8]。

## 簡歷
2018年12月7日，成為日本AV片商「PRESTIGE」的專屬女優AV出道，並在作品封面以廣告標語「這是世界標準的好身材」（このカラダ、世界基準）作為宣傳。

## 作品

### AV
※所有作品皆為“PRESTIGE”專屬
2018年
- （12月7日）※AV出道作

2019年
- （1月4日）
- （2月1日）
- （3月1日）
- （4月5日）
- （5月3日）
- （6月7日）
- （7月12日）
- （8月9日）

### VR
- （2019年1月25日）
- （2019年2月22日）

### 寫真影像
田邊飛鳥（田辺あすか）名義
- （2016年9月23日、竹書房）
- （2017年1月20日、BROOKLYN）

永瀨未萌（永瀬みなも）名義
- Minamo Gravity of love/（2019年7月18日、REbecca）※同時發行Blu-ray版本

## 外部連結
- 永瀨未萌的X（前Twitter）（2018年9月 - ）
- 永瀨未萌的Instagram帳戶（2019年2月14日 - ）
- 永瀬みなも プレステージ専属AVデビュー記念特設ページ （页面存档备份，存于） - プレステージ